# Alberto Asseff
Alberto Emilio Asseff (Buenos Aires, 31 de octubre de 1942) es un abogado político y militante radical argentino. Comenzó desde su juventud afiliado a la UCR. Se desempeñó como Diputado Nacional entre 2011 y 2015, representando a la provincia de Buenos Aires elegido por la alianza entre su partido Partido Nacionalista Constitucional y Compromiso Federal, creado por Alberto Rodríguez Saá. En 2019, fue reelecto diputado, esta vez como parte de Juntos por el Cambio. Además, se desempeñó en el Parlamento del Mercosur, desde su elección en 2015 como parte de Unidos por una Nueva Alternativa.

## Trayectoria
Se graduó en Derecho en la Universidad de Buenos Aires. Comenzó su militancia en la Unión Cívica Radical (UCR) en 1965. Fue nombrado asesor y colaborador de radicales como Ricardo Balbín y Arturo Illia.
En 1982 creó el Partido Nacionalista Constitucional, con antiguos miembros de la UCR, donde Asseff y su partido se posicionaron por el «No» en el plebiscito de 1984 con respecto a las islas del canal de Beagle.
También él junto con el Partido se posicionaron por el «No» en las elecciones para la reforma constitucional de 1994. Para las elecciones de 1995 convocó a participar al dictador Juan Carlos Onganía como candidato a presidente. Asseff renunció a la candidatura a diputado en plena campaña.En 2020  Alberto Asseff y su esposa tesorera sel partido fueron denunciados penalmente por usar fondos del partido UNIR para consumo persona.  Entre ellos vino tinto hasta facturas de gas, teléfono, internet y cable fueron adjudicados como gastos del dirigente con dinero del partido. La denuncia fue radicada por autoridades de su mismo espacio político.

Para las elecciones de 2019 dio su inicial apoyo a José Luis Espert como candidato presidencial, pero cambió su postura para apoyar a Mauricio Macri de Juntos por el Cambio por los "reiterados errores políticos" de Espert y tras conocerse la denuncia por supuesto financiamiento del narco a la campaña del liberal. La acción fue calificada por Espert como una «traición» y algunos medios argentinos indicaron, junto con Espert, que se trató de una maniobra para evitar su candidatura.
Es columnista del diario La Nueva Provincia de Bahía Blanca.

## Controversias
El 1° de julio de 2021 el fiscal federal Ramiro Gonzalez imputó al diputado Asseff a partir de una denuncia del exjefe de despacho de Assef, el abogado Daniel Vico, así como a otros dos diputados nacionales de Juntos por el Cambio, Estela Regidor e Ingrid Jetter de Cambiemos, presuntamente por quedarse con retornos de sus propios empleados. Vico aportó chats del diputado nacional en los que le exige "el aporte" de parte del sueldo del exjefe de despacho. Anteriormente, en 2020, fue denunciado por uno de sus asesores quién filtró un audio donde supuestamente Asseff exigía a sus asesores del Congreso depositar un 10% de sus salarios para el partido, tras lo se filtraron chats donde Asseff pedía "retornos" a sus empleados.
El 3 de julio de 2021 en una entrevista radial con Jorge Lanata, Asseff justificó esos chats con el argumento de que su teléfono había sido hackeado.[cita requerida]